# Demografía de Canadá

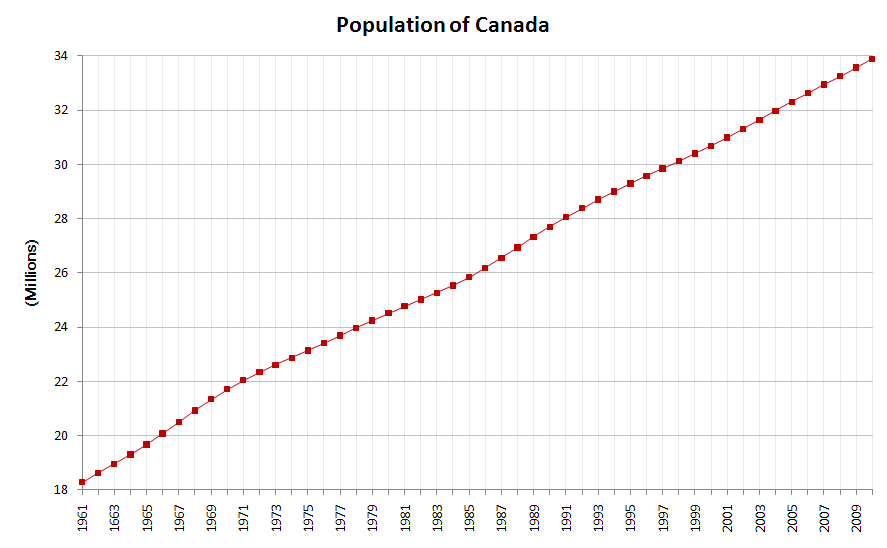
Demografía de Canadá, Datos de la FAO, año 2008; Número de habitantes en millones.

De acuerdo con último censo de Canadá realizado por Stadistics Canada en 2016, la población de Canadá es de 35,151,728 personas.

## Población

### Población actual
38 781 290 habitantes (2023 est.)

### Proyecciones
| Año  | Población Canadiense | Fuente |
| ---- | -------------------- | ------ |
| 2030 | 41 142 554           | [ 3 ]  |
| 2040 | 43 840 591           | [ 3 ]  |
| 2050 | 45 918 882           | [ 3 ]  |
| 2060 | 47 805 830           | [ 3 ]  |
| 2070 | 49 776 601           | [ 3 ]  |
| 2080 | 51 586 087           | [ 3 ]  |
| 2090 | 53 201 506           | [ 3 ]  |
| 2100 | 54 939 964           | [ 3 ]  |

## Evolución histórica
La realidad demográfica canadiense, desde una perspectiva actual, podría clasificarse en tres grupos según Esteban y López-Sala: las «Primeras Naciones» (los pueblos nativos de lo que ahora es Canadá), los franco-británicos y, por último, los inmigrantes. Las migraciones de estos grupos se han visto influenciadas a lo largo del tiempo por el contexto histórico europeo, la estabilidad interna de Canadá, la situación del vecino Estados Unidos o la coyuntura económica. 
Así, el establecimiento del liberalismo económico y del libre mercado, el fin de la guerra contra Estados Unidos en 1814 o la revolución industrial en Gran Bretaña, propiciaron sucesivamente las distintas oleadas migratorias que acabarían formando la población canadiense. La nueva empresa colonizadora que se abrió durante la segunda mitad del siglo XIX hacia el Oeste (que simultáneamente se estaba desarrollando en Estados Unidos) requirió de granjeros cualificados del centro y este de Europa para desarrollar los nuevos asentamientos de la Pradera (llanura central fértil de Canadá). 
Con la liberalización de la economía, la política migratoria a comienzos del siglo XX podía ofrecer dos posibilidades: estabilizar a las razas ya asentadas previamente o promover la apertura de fronteras sin grandes trabas para beneficiar a la economía empresarial. Desde finales del siglo XIX, y para preservar el sistema político original heredado de Gran Bretaña -con unas instituciones consideradas como el fundamento de la nación por una parte de la historiografía Whig-,  los líderes políticos (como el primer ministro McKenzie King) emprendieron una tesis migratoria para conformar un país con «vocación europea» basado en la política White Canada, que restringió durante largo tiempo la entrada de población negra, asiática e indomestiza ("latinoamericana") al país. También encontramos restricciones migratorias tras el crack de 1929, que pudieron encontrar su justificación en el temor al desempleo y al aumento de la competitividad laboral. Tras del fin de la II Guerra Mundial y la caída del telón de acero creció entre algunos países democráticos el miedo a la importación de las ideas comunistas, lo cual derivó en la denominada «caza de brujas» en Estados Unidos y probablemente en una restricción de la entrada de inmigrantes a Canadá. En la América anglosajona la población creció en este período «más por un proceso natural que por la incorporación de europeos». A partir de los años 60 se fue extinguiendo la política de francobritanidad y se comenzó a tolerar la vía del pluralismo a la hora de conceder la nacionalidad canadiense. Se inició por entonces un sistema de puntos que en los años 90 premiaba el acceso a los inmigrantes cualificados y que buscaba beneficiar a la economía nacional. En los últimos años, la política educativa y lingüística es una de las herramientas para afianzar la pluralidad de etnias canadienses, pero existen tras la actual crisis económica dificultades para mantener el bilingüismo y el desarrollo de escuelas para las minorías. 
Como las caras de una misma moneda, la inmigración de grupos étnicos diversos puede llevar aparejada problemas de asimilación y convivencia. En la primera década del siglo XX, Fohlen ya menciona que «en las grandes ciudades se formaron auténticos «ghettos», frecuentemente enemistados entre sí.» Para el historiador francocanadiense Augustin Thierry, Canadá sería el «escenario de una lucha de clases (francesa e inglesa)», si bien esta visión puede aparecer algo desfasada para referirse al actual conjunto del país, al haberse incorporado a la población una porción de inmigrantes que no pertenecen a la francobritanidad. Las nuevas nacionalidades que ingresaron desde el siglo XIX hasta hoy podrían haber atenuado la polaridad entre franceses y británicos, fomentando un equilibrio de minorías que podría explicar el estereotipo de estabilidad que se ha conferido muchas veces a Canadá. Como desmitificación de este estereotipo, existen ciertas minorías en la actualidad que no se han integrado óptimamente y que sufren las consecuencias del alcoholismo, la drogadicción y la violencia.
El incremento demográfico ha sido acelerado en las últimas décadas, gracias a la inmigración y al crecimiento natural de la población inmigrante, en contraste con la cada vez más envejecida población de origen europeo. En lo que va este siglo, la población canadiense aumentó en un 13% aproximadamente.
Un porcentaje importante de la población se concentra en las áreas metropolitanas de las grandes ciudades, mientras vastas regiones (con climas más fríos) presentan densidades mínimas o no están habitadas del todo. Alrededor del 80% de la población canadiense vive a menos de 150 kilómetros de la frontera con Estados Unidos. Un porcentaje similar vive en las zonas urbanas, concentrándose principalmente en las ciudades de Quebec, el corredor Windsor Toronto,  Montreal y Ottawa, el Lower Mainland de la Columbia Británica (formado por la región que la rodea a Vancouver) y el corredor Calgary–Edmonton en Alberta. En forma coincidente, estas zonas son las que mayor población inmigrante presenta.
| Gráfica de evolución demográfica de Canadá entre 1851 y |
|                                                         |

## Población
El censo de Canadá de 2016 dio como resultado que la población canadiense cuenta con 35 151 728 habitantes, haciendo aproximadamente el 0.5 % de la población mundial.

### Provincias y territorios
| Provincia o territorio    | Población, Censo de 2016 | Población, Censo de 2016 | Población, Censo de 2011 | Población, Censo de 2011 | Crecimiento poblacional (%), 2011-2016 | Superficie (km²) | Densidad (habitantes/km²) | Escaños en la Cámara de los Comunes | Habitantes por escaño |
| Provincia o territorio    | Número                   | Porcentaje de Canadá     | Número                   | Porcentaje               | Crecimiento poblacional (%), 2011-2016 | Superficie (km²) | Densidad (habitantes/km²) | Escaños en la Cámara de los Comunes | Habitantes por escaño |
| ------------------------- | ------------------------ | ------------------------ | ------------------------ | ------------------------ | -------------------------------------- | ---------------- | ------------------------- | ----------------------------------- | --------------------- |
| Ontario                   | 13 448 494               | 38.26%                   | 12 851 821               | 38.39%                   | 4.6%                                   | 1 076 395        | 12.19                     | 121                                 | 106 213               |
| Quebec                    | 8 164 361                | 23.23%                   | 7 903 001                | 23.61%                   | 3.3%                                   | 1 365 128        | 5.76                      | 78                                  | 101 321               |
| Columbia Británica        | 4 648 055                | 13.22%                   | 4 400 057                | 13.14%                   | 5.6%                                   | 925 186          | 4.84                      | 42                                  | 104 763               |
| Alberta                   | 4 067 175                | 11.57%                   | 3 645 257                | 10.89%                   | 11.6%                                  | 642 317          | 5.77                      | 34                                  | 107 213               |
| Manitoba                  | 1 278 365                | 3.64%                    | 1 208 268                | 3.61%                    | 5.8%                                   | 553 556          | 2.22                      | 14                                  | 86 305                |
| Saskatchewan              | 1 098 352                | 3.12%                    | 1 033 381                | 3.09%                    | 6.3%                                   | 591 670          | 1.75                      | 14                                  | 73 813                |
| Nueva Escocia             | 923 598                  | 2.63%                    | 921 727                  | 2.75%                    | 0.2%                                   | 53 338           | 17.63                     | 11                                  | 83 793                |
| Nuevo Brunswick           | 747 101                  | 2.13%                    | 751 171                  | 2.24%                    | -0.5%                                  | 714 50           | 10.50                     | 10                                  | 75 117                |
| Terranova y Labrador      | 519 716                  | 1.48%                    | 514 536                  | 1.54%                    | 1.0%                                   | 373 872          | 1.36                      | 7                                   | 73 505                |
| Isla del Príncipe Eduardo | 142 907                  | 0.41%                    | 140 204                  | 0.42%                    | 1.9%                                   | 5 660            | 24.98                     | 4                                   | 35 051                |
| Territorios del Noroeste  | 41 786                   | 0.12%                    | 41 462                   | 0.12%                    | 0.8%                                   | 1 183 085        | 0.04                      | 1                                   | 41 462                |
| Nunavut                   | 35 944                   | 0.10%                    | 31 906                   | 0.09%                    | 12.7%                                  | 1 936 113        | 0.02                      | 1                                   | 31 906                |
| Yukón                     | 35,874                   | 0.10%                    | 33 897                   | 0.10%                    | 5.8%                                   | 474 391          | 0.07                      | 1                                   | 33 897                |
| Canadá                    | 35 151 728               | 100%                     | 33 476 688               | 100%                     | 5.0%                                   | 9 252 161        | 3.73                      | 338                                 | 99 043                |

Fuente: Statistics Canada

### Tasas de crecimiento poblacional
Según la OCDE y el Banco Mundial, la población de Canadá se incrementó desde 1990 hasta 2008 en 5.6 millones de personas y creció un 20.4%, comparado con el 21.7% en los Estados Unidos y el 31.2% en México. Además estas estadísticas indican que el crecimiento de la población mundial fue de 27%, un total de 1 423 millones de personas.
| Puesto | Provincia o territorio    | Población (2011) | Población (2006) | Diferencia | Cambio (%) |
| ------ | ------------------------- | ---------------- | ---------------- | ---------- | ---------- |
| 1      | Ontario                   | 12 851 821       | 12 160 282       | 691 539    | 5.7        |
| 2      | Quebec                    | 7 903 001        | 7 546 131        | 356 870    | 4.7        |
| 3      | Columbia Británica        | 4 400 057        | 4 113 487        | 286 570    | 7.0        |
| 4      | Alberta                   | 3 645 257        | 3 290 350        | 354 907    | 10.8       |
| 5      | Manitoba                  | 1 208 268        | 1 148 401        | 59 867     | 5.2        |
| 6      | Saskatchewan              | 1 033 381        | 968 157          | 65 224     | 6.7        |
| 7      | Nueva Escocia             | 921 727          | 913 462          | 8 265      | 0.9        |
| 8      | Nuevo Brunswick           | 751 171          | 729 997          | 21 174     | 2.9        |
| 9      | Terranova y Labrador      | 514 536          | 505 469          | 9 067      | 1.8        |
| 10     | Isla del Príncipe Eduardo | 140 204          | 135 851          | 4 353      | 3.2        |
| 11     | Territorios del Noroeste  | 41 462           | 41 464           | -2         | 0.0        |
| 12     | Yukón                     | 33 897           | 30 372           | 3 525      | 11.6       |
| 13     | Nunavut                   | 31 906           | 29 474           | 2 432      | 8.3        |
| Total  | Canadá                    | 33 476 688       | 31 612 897       | 1 863 791  | 5.9        |

Fuente: Statistics Canada – (tabla) Population and Dwelling Counts, for Canada, Provinces and Territories, 2011 and 2006 Censuses – 100% Data

## Estadísticas demográficas
| Fuente | Población total aproximada | Nacimientos | Muertes | Cambio natural | Tasa de natalidad (por 1000) | Tasa de mortalidad (por 1000) | Cambio natural (por 1000) | Tasa de fertilidad |
| ------ | -------------------------- | ----------- | ------- | -------------- | ---------------------------- | ----------------------------- | ------------------------- | ------------------ |
| 1900   | 5 500 000                  | 150 000     | 89 000  | 61 000         | 27.2                         | 16.2                          | 11.0                      |                    |
| 1901   | 5 600 000                  | 175 000     | 79 000  | 96 000         | 31.2                         | 14.1                          | 17.1                      |                    |
| 1902   | 5 760 000                  | 180 000     | 77 000  | 103 000        | 31.3                         | 13.4                          | 17.9                      |                    |
| 1903   | 5 930 000                  | 186 000     | 78 000  | 108 000        | 31.3                         | 13.2                          | 18.1                      |                    |
| 1904   | 6 100 000                  | 192 000     | 82 000  | 110 000        | 31.4                         | 13.5                          | 17.9                      |                    |
| 1905   | 6 280 000                  | 195 000     | 82 000  | 113 000        | 31.0                         | 13.0                          | 18.0                      |                    |
| 1906   | 6 460 000                  | 193 000     | 85 000  | 108 000        | 29.9                         | 13.2                          | 16.7                      |                    |
| 1907   | 6 650 000                  | 196 000     | 85 000  | 111 000        | 29.5                         | 12.8                          | 16.7                      |                    |
| 1908   | 6 850 000                  | 208 000     | 86 000  | 122 000        | 30.3                         | 12.6                          | 17.7                      |                    |
| 1909   | 7 040 000                  | 213 000     | 90 000  | 123 000        | 30.2                         | 12.8                          | 17.4                      |                    |
| 1910   | 7 250 000                  | 220 000     | 95 000  | 125 000        | 30.4                         | 13.1                          | 17.3                      |                    |
| 1911   | 7 460 000                  | 225 000     | 100 000 | 125 000        | 30.1                         | 13.4                          | 16.7                      |                    |
| 1912   | 7 610 000                  | 238 000     | 99 000  | 139 000        | 31.3                         | 13.0                          | 19.3                      |                    |
| 1913   | 7 760 000                  | 246 000     | 102 000 | 144 000        | 31.7                         | 13.1                          | 19.6                      |                    |
| 1914   | 7 910 000                  | 252 000     | 100 000 | 152 000        | 31.9                         | 12.6                          | 19.3                      |                    |
| 1915   | 8 060 000                  | 257 000     | 101 000 | 156 000        | 31.9                         | 12.5                          | 19.4                      |                    |
| 1916   | 8 220 000                  | 252 000     | 107 000 | 145 000        | 30.7                         | 13.0                          | 17.7                      |                    |
| 1917   | 8 380 000                  | 244 000     | 106 000 | 138 000        | 29.1                         | 12.7                          | 16.4                      |                    |
| 1918   | 8 450 000                  | 243 000     | 134 000 | 109 000        | 28.8                         | 15.9                          | 12.9                      |                    |
| 1919   | 8 710 000                  | 241 000     | 119 000 | 122 000        | 27.7                         | 13.7                          | 14.0                      |                    |
| 1920   | 8 880 000                  | 259 000     | 118 000 | 141 000        | 29.2                         | 13.3                          | 15.9                      |                    |
| 1921   | 9 060 000                  | 265 000     | 105 000 | 160 000        | 29.3                         | 11.6                          | 17.7                      |                    |
| 1922   | 9 230 000                  | 261 000     | 107 000 | 154 000        | 28.3                         | 11.6                          | 16.7                      |                    |
| 1923   | 9 400 000                  | 251 000     | 111 000 | 140 000        | 26.7                         | 11.8                          | 14.9                      |                    |
| 1924   | 9 560 000                  | 255 000     | 104 000 | 151 000        | 26.7                         | 10.9                          | 15.8                      |                    |
| 1925   | 9 730 000                  | 254 000     | 104 000 | 150 000        | 26.1                         | 10.7                          | 15.4                      |                    |
| 1926   | 9 890 000                  | 244 000     | 113 000 | 131 000        | 24.7                         | 11.4                          | 13.3                      |                    |
| 1927   | 10 040 000                 | 244 000     | 110 000 | 134 000        | 24.3                         | 11.0                          | 13.3                      |                    |
| 1928   | 10 190 000                 | 246 000     | 114 000 | 132 000        | 24.1                         | 11.2                          | 12.9                      |                    |
| 1929   | 10 350 000                 | 243 000     | 118 000 | 125 000        | 23.5                         | 11.4                          | 12.1                      |                    |
| 1930   | 10 498 000                 | 251 000     | 113 000 | 138 000        | 23.9                         | 10.8                          | 13.1                      |                    |
| 1931   | 10 630 000                 | 247 000     | 108 000 | 139 000        | 23.2                         | 10.2                          | 13.0                      |                    |
| 1932   | 10 794 000                 | 243 000     | 108 000 | 135 000        | 22.5                         | 10.0                          | 12.5                      |                    |
| 1933   | 10 919 000                 | 229 000     | 106 000 | 123 000        | 21.0                         | 9.7                           | 11.3                      |                    |
| 1934   | 11 029 000                 | 228 296     | 105 277 | 123 019        | 20.7                         | 9.5                           | 11.2                      |                    |
| 1935   | 11 135 000                 | 228 396     | 109 724 | 118 672        | 20.5                         | 9.9                           | 10.6                      |                    |
| 1936   | 11 242 000                 | 227 980     | 111     | 116 869        | 20.3                         | 9.9                           | 10.4                      |                    |
| 1937   | 11 339 000                 | 227 878     | 118 019 | 109 859        | 20.1                         | 10.4                          | 9.7                       |                    |
| 1938   | 11 448 000                 | 237 091     | 110 647 | 126 444        | 20.7                         | 9.7                           | 11.0                      |                    |
| 1939   | 11 565 000                 | 237 991     | 112 729 | 125 262        | 20.6                         | 9.7                           | 10.9                      |                    |
| 1940   | 11 682 000                 | 252 577     | 114 717 | 137 860        | 21.6                         | 9.8                           | 11.8                      |                    |
| 1941   | 11 810 000                 | 263 993     | 118 797 | 145 196        | 22.4                         | 10.1                          | 12.3                      |                    |
| 1942   | 11 962 000                 | 281 569     | 117 110 | 164 459        | 23.5                         | 9.8                           | 13.7                      |                    |
| 1943   | 12 125 000                 | 292 943     | 122 640 | 170 303        | 24.2                         | 10.1                          | 14.1                      |                    |
| 1944   | 12 291 000                 | 283 967     | 120 393 | 163 574        | 24.0                         | 9.8                           | 14.2                      |                    |
| 1945   | 12 441 000                 | 300 570     | 117 319 | 183 251        | 24.3                         | 9.5                           | 14.8                      |                    |
| 1946   | 12 637 000                 | 343 504     | 118 785 | 224 719        | 27.2                         | 9.4                           | 17.8                      |                    |
| 1947   | 12 919 000                 | 372 443     | 121 478 | 250 965        | 28.9                         | 9.4                           | 19.5                      |                    |
| 1948   | 13 167 000                 | 359 860     | 122 974 | 236 886        | 27.3                         | 9.3                           | 18.0                      |                    |
| 1949   | 13 475 000                 | 367 092     | 124 567 | 242 525        | 27.2                         | 9.2                           | 18.0                      |                    |
| 1950   | 13 737 000                 | 372 009     | 124 220 | 247 789        | 27.1                         | 9.0                           | 18.0                      |                    |
| 1951   | 14 050 000                 | 381 092     | 125 823 | 255 269        | 27.1                         | 9.0                           | 18.2                      |                    |
| 1952   | 14 496 000                 | 403 559     | 126 385 | 277 174        | 27.8                         | 8.7                           | 19.1                      |                    |
| 1953   | 14 886 000                 | 417 884     | 127 791 | 290 093        | 28.1                         | 8.6                           | 19.5                      |                    |
| 1954   | 15 330 000                 | 436 198     | 124 855 | 311 343        | 28.5                         | 8.1                           | 20.3                      |                    |
| 1955   | 15 736 000                 | 442 937     | 128 476 | 314 461        | 28.1                         | 8.2                           | 20.0                      |                    |
| 1956   | 16 123 000                 | 450 739     | 131 961 | 318 778        | 28.0                         | 8.2                           | 19.8                      |                    |
| 1957   | 16 677 000                 | 469 093     | 136 579 | 332 514        | 28.1                         | 8.2                           | 19.9                      |                    |
| 1958   | 17 120 000                 | 470 118     | 135 201 | 334 917        | 27.5                         | 7.9                           | 19.6                      |                    |
| 1959   | 17 522 000                 | 479 275     | 139 913 | 339 362        | 27.4                         | 8.0                           | 19.4                      |                    |
| 1960   | 17 909 000                 | 478 551     | 139 693 | 338 858        | 26.7                         | 7.8                           | 18.9                      | 3.81               |
| 1961   | 18 271 000                 | 475 700     | 140 985 | 334 715        | 26.0                         | 7.7                           | 18.3                      | 3.75               |
| 1962   | 18 614 000                 | 469 693     | 143 699 | 325 994        | 25.2                         | 7.7                           | 17.5                      | 3.68               |
| 1963   | 18 964 000                 | 465 767     | 147 367 | 318 400        | 24.6                         | 7.8                           | 16.8                      | 3.61               |
| 1964   | 19 325 000                 | 452 915     | 145 850 | 307 065        | 23.4                         | 7.5                           | 15.9                      | 3.46               |
| 1965   | 19 678 000                 | 418 595     | 148 939 | 269 656        | 21.3                         | 7.6                           | 13.7                      | 3.12               |
| 1966   | 20 048 000                 | 387 710     | 149 863 | 237 847        | 19.3                         | 7.5                           | 11.9                      | 2.75               |
| 1967   | 20 412 000                 | 370 894     | 150 283 | 220 611        | 18.2                         | 7.4                           | 10.8                      | 2.53               |
| 1968   | 20 744 000                 | 364 310     | 153 196 | 211 114        | 17.6                         | 7.4                           | 10.2                      | 2.39               |
| 1969   | 21 028 000                 | 369 647     | 154 477 | 215 170        | 17.6                         | 7.3                           | 10.2                      | 2.33               |
| 1970   | 21 324 000                 | 371 988     | 155 961 | 216 027        | 17.4                         | 7.3                           | 10.1                      | 2.26               |
| 1971   | 21 962 000                 | 362 187     | 157 272 | 204 915        | 16.7                         | 7.3                           | 9.5                       | 2.14               |
| 1972   | 22 218 000                 | 347 319     | 162 413 | 184 906        | 15.8                         | 7.4                           | 8.4                       | 1.98               |
| 1973   | 22 492 000                 | 343 373     | 164 039 | 179 334        | 15.4                         | 7.4                           | 8.1                       | 1.89               |
| 1974   | 22 808 000                 | 350 650     | 166 794 | 178 851        | 15.3                         | 7.4                           | 7.9                       | 1.84               |
| 1975   | 23 143 000                 | 359 323     | 167 176 | 191 919        | 15.6                         | 7.3                           | 8.3                       | 1.82               |
| 1976   | 23 450 000                 | 359 987     | 167 009 | 192 978        | 15.4                         | 7.2                           | 8.3                       | 1.80               |
| 1977   | 23 726 000                 | 361 400     | 167 498 | 193 902        | 15.3                         | 7.1                           | 8.2                       | 1.78               |
| 1978   | 23 963 000                 | 358 852     | 168 179 | 190 673        | 15.0                         | 7.0                           | 8.0                       | 1.77               |
| 1979   | 24 202 000                 | 366 064     | 168 183 | 197 881        | 15.1                         | 6.9                           | 8.2                       | 1.75               |
| 1980   | 24 516 000                 | 370 709     | 171 473 | 199 236        | 15.1                         | 7.0                           | 8.1                       | 1.74               |
| 1981   | 24 820 000                 | 371 346     | 171 029 | 200 317        | 14.9                         | 6.8                           | 8.0                       | 1.70               |
| 1982   | 25 117 000                 | 373 082     | 174 413 | 198 669        | 14.8                         | 6.9                           | 7.9                       | 1.69               |
| 1983   | 25 367 000                 | 373 689     | 174 484 | 199 205        | 14.6                         | 6.8                           | 7.8                       | 1.68               |
| 1984   | 25 608 000                 | 377 031     | 175 727 | 201 304        | 14.6                         | 6.8                           | 7.8                       | 1.65               |
| 1985   | 25 843 000                 | 375 727     | 181 323 | 194 404        | 14.4                         | 7.0                           | 7.5                       | 1.67               |
| 1986   | 26 101 000                 | 372 913     | 184 224 | 188 689        | 14.3                         | 7.1                           | 7.2                       | 1.68               |
| 1987   | 26 449 000                 | 369 742     | 184 953 | 184 789        | 14.0                         | 7.0                           | 7.0                       | 1.68               |
| 1988   | 26 795 000                 | 376 795     | 190 011 | 186 784        | 14.1                         | 7.1                           | 7.0                       | 1.68               |
| 1989   | 27 282 000                 | 392 661     | 190 965 | 201 696        | 14.4                         | 7.0                           | 7.4                       | 1.77               |
| 1990   | 27 698 000                 | 405 486     | 191 973 | 213 513        | 14.6                         | 6.9                           | 7.7                       | 1.83               |
| 1991   | 28 031 000                 | 402 533     | 195 569 | 206 964        | 14.4                         | 7.0                           | 7.4                       | 1.70               |
| 1992   | 28 367 000                 | 398 643     | 196 535 | 202 108        | 14.1                         | 6.9                           | 7.1                       | 1.71               |
| 1993   | 28 682 000                 | 388 394     | 204 912 | 183 482        | 13.5                         | 7.1                           | 6.4                       | 1.70               |
| 1994   | 28 999 000                 | 385 114     | 207 077 | 178 037        | 13.3                         | 7.1                           | 6.1                       | 1.67               |
| 1995   | 29 302 000                 | 378 016     | 210 733 | 167 283        | 12.9                         | 7.2                           | 5.7                       | 1.64               |
| 1996   | 29 611 000                 | 366 200     | 212 880 | 153 320        | 12.4                         | 7.2                           | 5.2                       | 1.59               |
| 1997   | 29 907 000                 | 348 598     | 215 669 | 132 929        | 11.7                         | 7.2                           | 4.4                       | 1.55               |
| 1998   | 30 157 000                 | 342 418     | 218 091 | 124 327        | 11.4                         | 7.2                           | 4.1                       | 1.53               |
| 1999   | 30 404 000                 | 337 249     | 219 530 | 117 719        | 11.1                         | 7.2                           | 3.9                       | 1.51               |
| 2000   | 30 689 000                 | 327 882     | 218 062 | 109 820        | 10.7                         | 7.1                           | 3.6                       | 1.49               |
| 2001   | 31 021 000                 | 333 744     | 219 538 | 114 206        | 10.8                         | 7.1                           | 3.7                       | 1.51               |
| 2002   | 31 373 000                 | 328 802     | 223 603 | 105 199        | 10.5                         | 7.1                           | 3.4                       | 1.52               |
| 2003   | 31 676 000                 | 335 202     | 226 169 | 109 033        | 10.6                         | 7.1                           | 3.4                       | 1.53               |
| 2004   | 31 941 000                 | 337 072     | 226 584 | 110 488        | 10.6                         | 7.1                           | 3.5                       | 1.53               |
| 2005   | 32 245 000                 | 342 176     | 230 132 | 112 044        | 10.6                         | 7.1                           | 3.5                       | 1.54               |
| 2006   | 32 576 000                 | 354 617     | 228 079 | 126 538        | 10.9                         | 7.0                           | 3.9                       | 1.59               |
| 2007   | 32 930 000                 | 367 864     | 235 217 | 132 647        | 11.2                         | 7.1                           | 4.0                       | 1.66               |
| 2008   | 33 318 000                 | 377 886     | 238 617 | 139 269        | 11.3                         | 7.2                           | 4.2                       | 1.68               |
| 2009   | 33 727 000                 | 380 863     | 242 277 | 138 586        | 11.3                         | 7.2                           | 4.1                       | 1.67               |
| 2010   | 34 127 000                 | 377 213     | 247 926 | 129 287        | 11.1                         | 7.3                           | 3.8                       | 1.63               |
| 2011   | 34 484 000                 | 377 636     | 254 731 | 122 905        | 11.0                         | 7.4                           | 3.6                       | 1.61               |
| 2012   | 34 880 000                 | 381 429     | 256 965 | 124 464        | 10.9                         | 7.4                           | 3.6                       | 1.61               |
| 2013   | 35 293 000                 | 386 044     | 256 982 | 129 062        | 11.0                         | 7.4                           | 3.7                       | 1.61               |
| 2014   | 35 667 000                 | 389 914     | 266 164 | 123 750        | 10.9                         | 7.6                           | 3.3                       | 1.61               |
| 2015   | 35 981 000                 | 390 836     | 267 875 | 122 961        | 10.9                         | 7.6                           | 3.3                       |                    |

### Estructura etaria
| Población por edad y género, 2011 | Población por edad y género, 2011 | Población por edad y género, 2011 | Población por edad y género, 2011 | Población por edad y género, 2011 |
| Grupo por edad                    | Hombre                            | Mujer                             | Total                             | Porcentaje                        |
| --------------------------------- | --------------------------------- | --------------------------------- | --------------------------------- | --------------------------------- |
| 0 a 4 años                        | 961 150                           | 915 945                           | 1 877 095                         | 5.6%                              |
| 5 a 9 años                        | 925 965                           | 883 935                           | 1 809 895                         | 5.4%                              |
| 10 a 14 años                      | 983 995                           | 936 360                           | 1 920 355                         | 5.7%                              |
| 15 a 19 años                      | 1 115 845                         | 1 062 295                         | 2 178 135                         | 6.5%                              |
| 20 a 24 años                      | 1 108 775                         | 1 078 670                         | 2 187 450                         | 6.5%                              |
| 25 a 29 años                      | 1 077 275                         | 1 092 315                         | 2 169 590                         | 6.5%                              |
| 30 a 34 años                      | 1 058 810                         | 1 104 095                         | 2 162 905                         | 6.5%                              |
| 35 a 39 años                      | 1 064 200                         | 1 109 735                         | 2 173 930                         | 6.5%                              |
| 40 a 44 años                      | 1 141 720                         | 1 183 155                         | 2 324 875                         | 6.9%                              |
| 45 a 49 años                      | 1 318 715                         | 1 356 420                         | 2 675 130                         | 8.0%                              |
| 50 a 54 años                      | 1 309 030                         | 1 349 940                         | 2 658 965                         | 7.9%                              |
| 55 a 59 años                      | 1 147 300                         | 1 193 335                         | 2 340 635                         | 7.0%                              |
| 60 a 64 años                      | 1 002 690                         | 1 049 985                         | 2 052 670                         | 6.1%                              |
| 65 a 69 años                      | 738 010                           | 783 705                           | 1 521 715                         | 4.5%                              |
| 70 a 74 años                      | 543 435                           | 609 630                           | 1 153 065                         | 3.4%                              |
| 75 a 79 años                      | 417 945                           | 504 755                           | 922 700                           | 2.8%                              |
| 80 a 84 años                      | 291 085                           | 410 985                           | 702 070                           | 2.1%                              |
| 85 años y más                     | 208 300                           | 437 215                           | 645 515                           | 1.9%                              |
| Total                             | 16 414 225                        | 17 062 460                        | 33 476 685                        | 100%                              |
| 0 a 14 años                       | 2 871 110                         | 2 736 240                         | 5 607 345                         | 16.8%                             |
| 15 a 64 años                      | 11 344 360                        | 11 579 945                        | 22 924 285                        | 68.5%                             |
| 65 años y más                     | 2 198 775                         | 2 746 290                         | 4 945 065                         | 14.8%                             |

Índice de masculinidad:

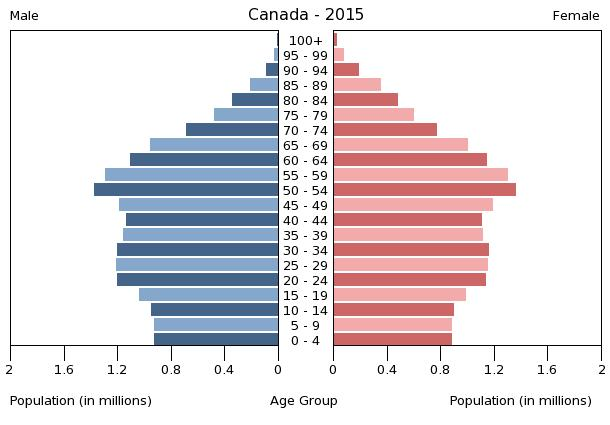
Pirámide poblacional en 2015

- al nacimiento: 1.06 hombre(s)/mujer
- menos de 15 años: 1.05 hombre(s)/mujer
- 15 – 24 años: 1.06 hombre(s)/mujer
- 25 - 54 años: 1.03 hombre(s)/mujer
- 55 - 64 años: 0.98 hombre(s)/mujer
- 65 años a más: 0.79 hombre(s)/mujer
- Población total: 0.99 hombre(s)/mujer (est. 2013)

Tasa de mortalidad materna: 12 muertos/100 000 nacidos vivos (est. 2010)
Esperanza de vida:
- Población total: 82.14 años
- Hombres: 80.24 años
- Mujeres: 84.13 años (est. 2015[14])

### Migración
Tasa de migración neta: 5.99 migrantes/1,000 habitantes (est. 2013)

### Urbanización
- Población urbana: 71% de la población total (2010)
- Tasa de urbanización: 1.1% tasa anual de cambio (est. 2010-2015)

### Media de edad
En el censo de 2016, por primera vez el número de ancianos superó el número de niños.
- Total: 41.0 años
  - Hombres: 40.1 años
  - Mujeres: 41.9 años

Media de edad por provincia y territorio, 2016
1. Terranova y Labrador: 43.7
2. Nuevo Brunswick:43.6
3. Nueva Escocia: 43.5
4. Isla Príncipe Eduardo: 42.7
5. Columbia Británica: 42.3
6. Quebec: 41.9
7. Ontario: 41.0
8. Manitoba: 39.2
9. Yukón: 39.1
10. Saskatchewan: 39.1
11. Alberta: 37.8
12. Territorios del Noroeste: 34.9
13. Nunavut: 27.7

## Etnicidad

### Origen étnico
Durante los censos, los canadienses son libres de completar a qué grupo étnico pertenecen. Debido al origen diverso de la mayoría de los encuestados, muchas personas se identifican con más de un grupo, haciendo que los porcentajes para cada etnicidad sumen más de 100%. La elección más popular fue "canadiense", lo cual en sí no es ningún grupo étnico, sino una nacionalidad, pero que a la vez sirve como identidad propia fuera de los patrones europeos. Esto implica que la etnicidad registrada en los censos no es necesariamente el verdadero origen étnico de los canadienses, sino en cómo se sienten identificados.
Statistics Canada proyecta que para el 2031 el 28% de la población será extranjera de nacimiento. El número de personas que pertenezcan a alguna minoría visible se doblará, constituyendo la tercera parte de la población total y siendo mayoría en Toronto y Vancouver. Para el 2036, prácticamente la mitad de la población será de origen inmigrante, en su mayoría pertenecientes a las minorías visibles, es decir, de origen extraeuropeo. Otro nuevo estudio concluyó que para el 2060 los blancos serían minoría, mientras que para 2100 apenas conformarían el 20% de la población de su país. Esto confirma la aceleración del cambio étnico que está experimentando Canadá, sin precedentes en ningún país occidental.
Contabilizando respuestas únicas y múltiples, las etnias más comunes con las cuales los canadienses se autoidentificaron en 2011 fueron:
| Origen étnico     | %      | Población  | Provincia con mayor proporción    |
| ----------------- | ------ | ---------- | --------------------------------- |
| Canadiense        | 32.16% | 10 563 805 | Quebec (59.1%)                    |
| Inglés            | 19.81% | 6 509 500  | Terranova y Labrador (43.4%)      |
| Francés           | 15.42% | 5 065 690  | Quebec (29.1%)                    |
| Escocés           | 14.35% | 4 714 965  | Isla del Príncipe Eduardo (39.3%) |
| Irlandés          | 13.83% | 4 544 865  | Isla del Príncipe Eduardo (30.4%) |
| Alemán            | 9.75%  | 3 203 325  | Saskatchewan (28.6%)              |
| Italiano          | 4.53%  | 1 488 420  | Ontario (7.0%)                    |
| Chino             | 4.53%  | 1 487 580  | Columbia Británica (10.7%)        |
| Nación originaria | 4.17%  | 1 369 115  | Territorios del noroeste (37.0%)  |
| Ucraniano         | 3.81%  | 1 251 170  | Manitoba (14.9%)                  |
| Indio             | 3.55%  | 1 165 145  | Columbia Británica (6.3%)         |
| Neerlandés        | 3.25%  | 1 067 245  | Alberta (5.1%)                    |
| Polaco            | 3.08%  | 1 010 700  | Manitoba (7.3%)                   |
| Filipino          | 2.02%  | 662 605    | Manitoba (5.2%)                   |
| Otro británico    | 1.75%  | 576 030    | Yukón (2.4%)                      |
| Ruso              | 1.68%  | 550 515    | Manitoba (4.3%)                   |
| Galés             | 1.40%  | 458 705    | Yukón (2.8%)                      |
| Noruego           | 1.38%  | 452 710    | Saskatchewan (6.9%)               |
| Métis             | 1.36%  | 447 655    | Territorios del Noroeste (6.7%)   |
| Portugués         | 1.31%  | 429 850    | Ontario (2.3%)                    |
| Estadounidense    | 1.13%  | 372 575    | Yukón (2.2%)                      |
| Español           | 1.12%  | 368 305    | Columbia Británica (1.4%)         |
| Sueco             | 1.04%  | 341 845    | Saskatchewan (3.2%)               |
| Húngaro           | 0.96%  | 316 760    | Saskatchewan (2.8%)               |
| Judío             | 0.94%  | 309 650    | Ontario (1.4%)                    |

### Minorías visibles
| Minorías visibles y no visibles por grupo, 1996–2016 | Minorías visibles y no visibles por grupo, 1996–2016 | Minorías visibles y no visibles por grupo, 1996–2016 | Minorías visibles y no visibles por grupo, 1996–2016 | Minorías visibles y no visibles por grupo, 1996–2016 | Minorías visibles y no visibles por grupo, 1996–2016 | Minorías visibles y no visibles por grupo, 1996–2016 | Minorías visibles y no visibles por grupo, 1996–2016 | Minorías visibles y no visibles por grupo, 1996–2016 | Minorías visibles y no visibles por grupo, 1996–2016 | Minorías visibles y no visibles por grupo, 1996–2016 |
| Grupo                                                | 1996                                                 | 1996                                                 | 2001                                                 | 2001                                                 | 2006                                                 | 2006                                                 | 2011                                                 | 2011                                                 | 2016                                                 | 2016                                                 |
| Grupo                                                | Total                                                | Pct.                                                 | Total                                                | Pct.                                                 | Total                                                | Pct.                                                 | Total                                                | Pct.                                                 | Total                                                | Pct.                                                 |
| No minoría visible                                   | 25 330 645                                           | 88,8 %                                               | 25 655 185 %                                         | 86,6 %                                               | 26 172 935                                           | 83,8 %                                               | 26 587 575                                           | 80,9 %                                               | 26 785 480                                           | 77,7 %                                               |
| ---------------------------------------------------- | ---------------------------------------------------- | ---------------------------------------------------- | ---------------------------------------------------- | ---------------------------------------------------- | ---------------------------------------------------- | ---------------------------------------------------- | ---------------------------------------------------- | ---------------------------------------------------- | ---------------------------------------------------- | ---------------------------------------------------- |
| Europeo                                              | 24 531 640                                           | 86 %                                                 | 24 678 880                                           | 83,3 %                                               | 25 000 150                                           | 80 %                                                 | 25 186 890                                           | 76,7 %                                               | 25 111 695                                           | 72,9 %                                               |
| Amerindio nativo                                     | 799 005                                              | 2,8 %                                                | 976 305                                              | 3,3 %                                                | 1 172 785                                            | 3,8 %                                                | 1 400 685                                            | 4,3 %                                                | 1 673 785                                            | 4,9 %                                                |
| Total de minorías visibles                           | 3 197 480                                            | 11,2 %                                               | 3 983 845                                            | 13,4 %                                               | 5 068 095                                            | 16,2 %                                               | 6 264 750                                            | 19,1 %                                               | 7 674 580                                            | 22,3 %                                               |
| Sudasiático                                          | 670 590                                              | 2,4 %                                                | 917 075                                              | 3,1 %                                                | 1 262 865                                            | 4 %                                                  | 1 567 400                                            | 4,8 %                                                | 1 924 635                                            | 5,6 %                                                |
| Chino                                                | 860 150                                              | 3 %                                                  | 1 029 395                                            | 3,5 %                                                | 1 216 565                                            | 3,9 %                                                | 1 324 750                                            | 4 %                                                  | 1 577 060                                            | 4,6 %                                                |
| Negro                                                | 573 860                                              | 2 %                                                  | 662 215                                              | 2,2 %                                                | 783 795                                              | 2,5 %                                                | 945 665                                              | 2,9 %                                                | 1 198 540                                            | 3,5 %                                                |
| Filipino                                             | 234 195                                              | 0,8 %                                                | 308 575                                              | 1 %                                                  | 410 695                                              | 1,3 %                                                | 619 310                                              | 1,9 %                                                | 780 125                                              | 2,3 %                                                |
| Árabe                                                | &&&&&&&&&&&&&&00.&&&&-0                              | &&&&&&&&&&&&&&00.&&&&-0                              | 194 685                                              | 0,7 %                                                | 265 550                                              | 0,9 %                                                | 380 620                                              | 1,2 %                                                | 523 235                                              | 1,5 %                                                |
| Árabe/Asiático occidental                            | 244 665                                              | 0,9 %                                                | &&&&&&&&&&&&&&00.&&&&-0                              | &&&&&&&&&&&&&&00.&&&&-0                              | &&&&&&&&&&&&&&00.&&&&-0                              | &&&&&&&&&&&&&&00.&&&&-0                              | &&&&&&&&&&&&&&00.&&&&-0                              | &&&&&&&&&&&&&&00.&&&&-0                              | &&&&&&&&&&&&&&00.&&&&-0                              | &&&&&&&&&&&&&&00.&&&&-0                              |
| Iberoamericano                                       | 176 970                                              | 0,6 %                                                | 216 980                                              | 0,7 %                                                | 304 245                                              | 1 %                                                  | 381 280                                              | 1,2 %                                                | 447 325                                              | 1,3 %                                                |
| Asiático sudoriental                                 | 172 765                                              | 0,6 %                                                | 198 880                                              | 0,7 %                                                | 239 935                                              | 0,8 %                                                | 312 075                                              | 0,9 %                                                | 313 260                                              | 0,9 %                                                |
| Asiático occidental                                  | &&&&&&&&&&&&&&00.&&&&-0                              | &&&&&&&&&&&&&&00.&&&&-0                              | 109 285                                              | 0,4 %                                                | 156 700                                              | 0,5 %                                                | 206 840                                              | 0,6 %                                                | 264 305                                              | 0,8 %                                                |
| Coreano                                              | 64 835                                               | 0,2 %                                                | 100 660                                              | 0,3 %                                                | 141 890                                              | 0,5 %                                                | 161 130                                              | 0,5 %                                                | 188 710                                              | 0,5 %                                                |
| Japonés                                              | 68 135                                               | 0,2 %                                                | 73 315                                               | 0,2 %                                                | 81 300                                               | 0,3 %                                                | 87 270                                               | 0,3 %                                                | 92 920                                               | 0,3 %                                                |
| Otro                                                 | 69 745                                               | 0,2 %                                                | 98 915                                               | 0,3 %                                                | 71 420                                               | 0,2 %                                                | 106 475                                              | 0,3 %                                                | 132 090                                              | 0,4 %                                                |
| Multirracial                                         | 61 575                                               | 0,2 %                                                | 73 875                                               | 0,2 %                                                | 133 120                                              | 0,4 %                                                | 171 935                                              | 0,5 %                                                | 232 375                                              | 0,7 %                                                |
| Población total con hogar                            | 28 528 125                                           | 100 %                                                | 29 639 030                                           | 100 %                                                | 31 241 030                                           | 100 %                                                | 32 852 320                                           | 100 %                                                | 34 460 065                                           | 100 %                                                |

### Origen racial
De la tabla anterior, se puede dividir a la población canadiense según su origen racial, que muestra un claro retroceso del predominio demográfico europeo.
| Origen racial                      | 1996       | 1996    | 2001       | 2001    | 2006       | 2006    | 2011       | 2011    | 2016       | 2016    |
| Origen racial                      | Total      | Pct.    | Total      | Pct.    | Total      | Pct.    | Total      | Pct.    | Total      | Pct.    |
| ---------------------------------- | ---------- | ------- | ---------- | ------- | ---------- | ------- | ---------- | ------- | ---------- | ------- |
| Europeo                            | 24 531 640 | 85,99 % | 24 678 870 | 83,26 % | 25 000 165 | 80,02 % | 25 186 890 | 76,67 % | 25 111 695 | 72,87 % |
| Asiático (oriental y central)      | 1 400 070  | 4,91 %  | 1 710 825  | 5,77 %  | 2 090 385  | 6,69 %  | 2 504 535  | 7,62 %  | 2 952 075  | 8,57 %  |
| Asiático (occidental y meridional) | 915 245    | 3,21 %  | 1 029 395  | 4,12 %  | 1 685 115  | 5,39 %  | 2 154 860  | 6,56 %  | 2 712 175  | 7,87 %  |
| Amerindio                          | 799 005    | 2,80 %  | 976 305    | 3,29 %  | 1 172 785  | 3,75 %  | 1 400 685  | 4,26 %  | 1 673 785  | 4,86 %  |
| Africano                           | 573 860    | 2,01 %  | 662 215    | 2,23 %  | 783 795    | 2,51 %  | 945 665    | 2,88 %  | 1 198 540  | 3,48 %  |
| Latinoamericano                    | 176 970    | 0,62 %  | 216 980    | 0,73 %  | 304 245    | 0,97 %  | 381 280    | 1,16 %  | 447 325    | 1,30 %  |
| Otro                               | 131 315    | 0,46 %  | 172 790    | 0,58 %  | 204 540    | 0,65 %  | 278 410    | 0,85 %  | 364 465    | 1,06 %  |
| Población total con hogar          | 28 528 125 | 100%    | 29 639 030 | 100%    | 31 241 030 | 100%    | 32 852 320 | 100%    | 34 460 065 | 100%    |

## Idiomas
| Lenguas en Canadá (2011) | Lenguas en Canadá (2011) | Lenguas en Canadá (2011) | Lenguas en Canadá (2011) | Lenguas en Canadá (2011) |
| ------------------------ | ------------------------ | ------------------------ | ------------------------ | ------------------------ |
| Lengua materna           | Lengua materna           |                          | Porcentaje               | Porcentaje               |
| Inglés                   | Inglés                   |                          | 57 %                     | 57 %                     |
| Francés                  | Francés                  |                          | 21 %                     | 21 %                     |
| Punyabí                  | Punyabí                  |                          | 1 %                      | 1 %                      |
| Chino                    | Chino                    |                          | 1 %                      | 1 %                      |
| Otros                    | Otros                    |                          | 20 %                     | 20 %                     |

Idiomas más hablados en el trabajo
- Inglés: 76.9%
- Francés: 20.1%
- Inglés y francés: 1.7%
- Otro: 1.3%

Idiomas más hablados en casa:
- Inglés: 64.8%
- Francés: 20.6%
- Italiano: 0.5%
- Español: 0.5%
- Otro: 13.6%

Lenguas maternas:
| Lengua materna                          | Población (2011) | Porcentaje (2011) | Población (2006) | Porcentaje (2006) | Cambio (2006–2011) |
| --------------------------------------- | ---------------- | ----------------- | ---------------- | ----------------- | ------------------ |
| Una sola lengua                         | 32 481 635       | 98,1 %            | 30 848 275       | 98,7 %            | 5,3 %              |
| Idiomas oficiales                       | 25 913 955       | 78,2 %            | 24 700 425       | 79,1 %            | 4,9 %              |
| Inglés                                  | 18 858 980       | 56,9 %            | 17 882 775       | 57,2 %            | 5,5 %              |
| Francés                                 | 7 054 975        | 21,3 %            | 6 817 650        | 21,8 %            | 3,5 %              |
| Idiomas no oficiales                    | 6 567 680        | 19,8 %            | 6 147 850        | 19,7 %            | 6,8 %              |
| Panyabí                                 | 430 705          | 1,3 %             | 367 505          | 1,2 %             | 17,2 %             |
| Chino                                   | 425 210          | 1,3 %             | 456 705          | 1,5 %             | −6,9 %             |
| Español                                 | 410 670          | 1,2 %             | 345 345          | 1,1 %             | 18,9 %             |
| Alemán                                  | 409 200          | 1,2 %             | 450 570          | 1,4 %             | −9,2 %             |
| Italiano                                | 407 485          | 1,2 %             | 455 040          | 1,5 %             | −10,5 %            |
| Cantonés                                | 372 460          | 1,1 %             | 361 450          | 1,2 %             | 3 %                |
| Árabe                                   | 327 870          | 1 %               | 261 640          | 0,8 %             | 25,3 %             |
| Tagalo (Filipino)                       | 327 445          | 1 %               | 235 615          | 0,8 %             | 39 %               |
| Chino mandarín                          | 248 705          | 0,8 %             | 170 950          | 0,5 %             | 45,5 %             |
| Portugués                               | 211 335          | 0,6 %             | 219 275          | 0,7 %             | −3,6 %             |
| Polaco                                  | 191 645          | 0,6 %             | 211 175          | 0,7 %             | −9,2 %             |
| Urdu                                    | 172 800          | 0,5 %             | 145 805          | 0,5 %             | 18,5 %             |
| Persa                                   | 170 045          | 0,5 %             | 134 080          | 0,4 %             | 26,8 %             |
| Ruso                                    | 164 330          | 0,5 %             | 133 580          | 0,4 %             | 23 %               |
| Vietnamita                              | 144 880          | 0,4 %             | 141 625          | 0,5 %             | 2,3 %              |
| Coreano                                 | 137 925          | 0,4 %             | 125 570          | 0,4 %             | 9,8 %              |
| Tamil                                   | 131 265          | 0,4 %             | 115 880          | 0,4 %             | 13,3 %             |
| Ucraniano                               | 111 540          | 0,3 %             | 134 500          | 0,4 %             | −17,1 %            |
| Otros                                   | 1 772 165        | 5,4 %             | 1 681 540        | 5,4 %             | 5,1 %              |
| Varias lenguas                          | 639 540          | 1,9 %             | 392 760          | 1,3 %             | 62,8 %             |
| Inglés y francés                        | 144 685          | 0,4 %             | 98 630           | 0,3 %             | 46,7 %             |
| Inglés y una lengua no oficial          | 396 330          | 1,2 %             | 240 005          | 0,8 %             | 65,1 %             |
| Francés y una lengua no oficial         | 74 430           | 0,2 %             | 43 335           | 0,1 %             | 71,8 %             |
| Inglés, francés y una lengua no oficial | 24 095           | 0,07 %            | 10 790           | 0,03 %            | 123,3 %            |
| Total                                   | 33 121 175       | 100 %             | 31 241 035       | 100 %             | 6 %                |

## Religión
Estadísticas Canadá (StatCan) agrupó las respuestas referentes a religión de la National Household Survey (NHS) del 2011 en nueve categorías: Budista, cristiano, hindú, judío, musulmán, sij, espiritualidad tradicional (aborigen), otras religiones y ninguna afiliación religiosa. De estas categorías, el 67% de los canadienses se identificaron como cristianos.
Dentro de los resultados de la NHS del 2011, StatCan subcategorizó a los cristianos en nueve grupos: Anglicano, bautista, católico, ortodoxo, luterano, pentecostal, presbiteriano, unitario y otros cristianos. Entre estos cristianos, el 39% de los canadienses de identificaron como católicos.
De los 3 036 785 o 5% de los canadienses que se identificaron como cristianos:
- 105 365 (0.3% de los canadienses) se identificaron como mormones;
- 137 775 (0.4% de los canadienses) se identificaron como Testigos de Jehová;
- 175 880 (0.5% de los canadienses) se identificaron como menonitas;
- 550 965 (1.7% de los canadienses) se identificaron como protestantes; y
- 102 830 (0.3% de los canadienses) se identificaron como reformados.

| Afiliaciones religiosas en Canadá en 2011 | Afiliaciones religiosas en Canadá en 2011 | Afiliaciones religiosas en Canadá en 2011 |
| Religión                                  | Total                                     | Pórcentaje                                |
| ----------------------------------------- | ----------------------------------------- | ----------------------------------------- |
| Budista                                   | 366 830                                   | 1 %                                       |
| Cristiano                                 | 22 102 745                                | 67 %                                      |
| Anglicano                                 | 1 631 845                                 | 5 %                                       |
| Bautista                                  | 635 840                                   | 2 %                                       |
| Católico                                  | 12 810 705                                | 39 %                                      |
| Ortodoxo                                  | 550 690                                   | 2 %                                       |
| Luterano                                  | 478 185                                   | 1 %                                       |
| Pentecostal                               | 478 705                                   | 1 %                                       |
| Presbiteriano                             | 472 385                                   | 1 %                                       |
| Unitarismo                                | 2 007 610                                 | 6 %                                       |
| Otro cristiano                            | 3 036 785                                 | 9 %                                       |
| Hindú                                     | 497 960                                   | 2 %                                       |
| Judío                                     | 329 500                                   | 1 %                                       |
| Musulmán                                  | 1 053 945                                 | 3 %                                       |
| Sij                                       | 454 965                                   | 1 %                                       |
| Espiritualidad tradicional (aborigen)     | 64 940                                    | 0 %                                       |
| Otras religiones                          | 130 835                                   | 0 %                                       |
| Sin afiliación religiosa                  | 7 850 605                                 | 24 %                                      |